# جيري دورسي
جيري دورسي (بالإنجليزية: Jerry Dorsey)‏ هو لاعب كرة قاعدة أمريكي، ولد في 1885 في أوكلاند في الولايات المتحدة، وتوفي في 1 يوليو 1924.

## وصلات خارجية
- جيري دورسي على موقعبيزبول رفرنس.كوم (الدوري الرئيسي) (الإنجليزية)
- جيري دورسي على موقعبيزبول رفرنس.كوم (الدوري الثانوي) (الإنجليزية)